# Historia żółtej ciżemki (film)
Historia żółtej ciżemki – polski kolorowy film kostiumowy z 1961 roku. Był prezentowany w ramach cyklu Baranki Dzieciom. Jest ekranizacją powieści dla młodzieży pod tym samym tytułem z 1913, autorstwa Antoniny Domańskiej.

## Historia
Film wyreżyserował Sylwester Chęciński, a scenariusz napisali Zdzisław Skowroński i Wanda Żółkiewska. Historia żółtej ciżemki zawiera elementy filmu historycznego, familijnego i baśni. Główną rolę zagrał 11-letni Marek Kondrat. Był to jego aktorski debiut.
Historia żółtej ciżemki miała premierę 28 grudnia 1961 roku z poprzedzającym krótkometrażowym filmem animowanym …Kiedy pada tak śnieg. W 2004 roku film został wydany na DVD, a wcześniej był dostępny na kasecie video, której wydawcą była  Agencja Producentów Filmowych Zespół Video. 

## Fabuła
Akcja filmu toczy się w drugiej połowie XV wieku w Krakowie. Początek jest jednak w czasach współczesnych. W czasie odnowy Kościoła Mariackiego zostaje znaleziona ciżemka (bucik). Wtedy akcja cofa się o około 500 lat, w czasy Kazimierza Jagiellończyka. Bohaterem filmu jest młody chłopiec, Wawrzek. Jego ulubionym zajęciem jest struganie w drewnie. Wawrzek postanawia uciec z Poręby (rodzinnej wioski) do Krakowa. Po drodze musi stawić czoło bandycie Czarnemu Rafałowi, a potem uprosić strażnika Bramy Krakowskiej o wpuszczenie do miasta. Wreszcie Wawrzek dociera do stolicy. Tam udaje mu się dostać do pracowni Wita Stwosza i jego ekipy rzeźbiarzy. Wawrzek może teraz rozwijać swój talent pod okiem mistrzów sztuki rzeźbiarskiej. Bierze udział przy pracy nad Ołtarzem Mariackim. Pewnego dnia do siedziby Wita Stwosza przyjeżdża król Kazimierz, by dowiedzieć się, jak postępują prace. Postanawia wynagrodzić Wawrzka, który mimo młodego wieku, jest jednym z najlepszych i najpracowitszych rzemieślników. Chłopiec prosi króla o parę żółtych ciżemek. Swoje piękne buciki ofiaruje mu córka króla, spełniając największe marzenie chłopca. Jednak podczas ceremonii odsłonięcia ołtarza okazuje się, że św. Stanisław nie ma pastorału. Wawrzek w ostatniej chwili ratuje sytuację, ale przy wspinaczce na ołtarz gubi jedną ciżemkę. Chłopiec jest zrozpaczony. Wie, że nie będzie mógł odzyskać swojego skarbu, ale może być dumny, że uratował uroczystość.

## Obsada
- Marek Kondrat – Wawrzek
- Gustaw Holoubek – Wit Stwosz
- Bogdan Niewinowski – Stanko
- Beata Tyszkiewicz – Zofka
- Bronisław Pawlik – Gregorius
- Bogumił Kobiela – Froncek
- Beata Barszczewska – Małgosia
- Ignacy Machowski – mistrz Paweł
- Tadeusz Białoszczyński – król Kazimierz Jagiellończyk
- Mieczysław Czechowicz – strażnik Bramy Krakowskiej
- Bogdan Baer – Ignacy
- Andrzej Szczepkowski – „Czarny Rafał”
- Adam Pawlikowski – herold
- Michał Szewczyk – Kudraś
- Aleksander Fogiel – strażnik bramy w Myślenicach
- Janusz Kłosiński − gospodarz, opiekun Wawrzka

## Nagrody
- 1962: I miejsce na XIX Międzynarodowym Festiwalu Filmów dla Dzieci i Młodzieży w Wenecji[1]

## Analiza
Film ma walory edukacyjne, zwłaszcza pod kątem poznania architektury.